# Anna Ishida
Pour les articles homonymes, voir Ishida.
Anna Ishida (石田 安奈, Ishida Anna), née le 27 mai 1996 dans la préfecture d'Aichi, au Japon, est une chanteuse, idole japonaise du groupe de J-pop SKE48.